# Via del Corso (Firenze)
Via del Corso, chiamata anche più semplicemente Il Corso, è una delle strade del centro storico di Firenze, tra via dei Calzaiuoli e via del Proconsolo.

## Storia e edifici
La strada, come altre omonime italiane, prende il nome da una corsa vera e propria, il palio dei barberi, che vedeva impegnati una volta all'anno cavalli senza fantini da via Ponte alle Mosse all'odierna piazza Beccaria fino al 1858.
La via è nel cuore della zona più antica della Florentia romana, facendo parte dell'antico decumano. Qui restano vestigia soprattutto del periodo medievale, con alcune case-torri degne di nota. Vi si trovano la Torre dei Ricci e la Torre dei Ghiberti alle due estremità con via Santa Elisabetta; poco più avanti si trova la Torre dei Donati, attigua al cosiddetto vicolo dello Scandalo, un passaggio interno costruito nel Trecento per dividere le proprietà dei rissosi Cerchi e Donati.
La chiesa della Madonna de' Ricci è caratterizzata dal portico seicentesco sulla facciata. opera di Gherardo Silvani del 1640, ma risale almeno al 1508 quando fu costruita su commissione della famiglia dei Ricci.
Davanti alla chiesa una volta conduce alla chiesa di Santa Margherita dei Cerchi, detta anche chiesa di Dante perché è uno dei luoghi dove probabilmente Dante incontrò Beatrice Portinari.
Poco oltre si trova il Palazzo Portinari-Salviati, il più importante della strada, oggi sede della Banca Toscana. Qui visse con la madre Maria Salviati il giovane Cosimo I de' Medici.
Su via dei Corso si apre anche la piccola piazza dei Cimatori, che prende il nome dall'antico mestiere di coloro che tramite le cimatrici (macchine a cilindri con sporgenti lame avvolte a elica) ripulivano i tessuti di lana dalla lanugine, dalle pieghe e dalle cimase mal fatte: questo era il segreto delle lane fiorentine che avevano così una superficie ben rasata e tesa, apprezzatissima in tutta Europa e che fece la fortuna dell'Arte di Calimala.

## Il Canto di Croce Rossa
All'angolo con via de' Cerchi si trova il Canto di Croce Rossa, cosiddetto per le due marmoree croci rosse in campo bianco che si trovano ai lati dell'angolo, con al centro un piccolo tabernacolo in marmo con il busto del Redentore. L'edicola, sporgente dallo spigolo del palazzo, è chiusa da inferriata decorata a motivo geometrico; sotto un cartiglio con la scritta: AMO CHI MI AMA.
Nel trecentesco loggiato dell'edificio, del quale si notano ancora le tracce, ebbe sede la più antica farmacia fiorentina che aveva gli sporti sul Corso e in via de' Cerchi, denominata appunto "Spezieria della Croce Rossa". Sebbene le finalità assistenziali fossero simili l'istituzione non ha nessuna connessione con la Croce rossa.

## Altre immagini

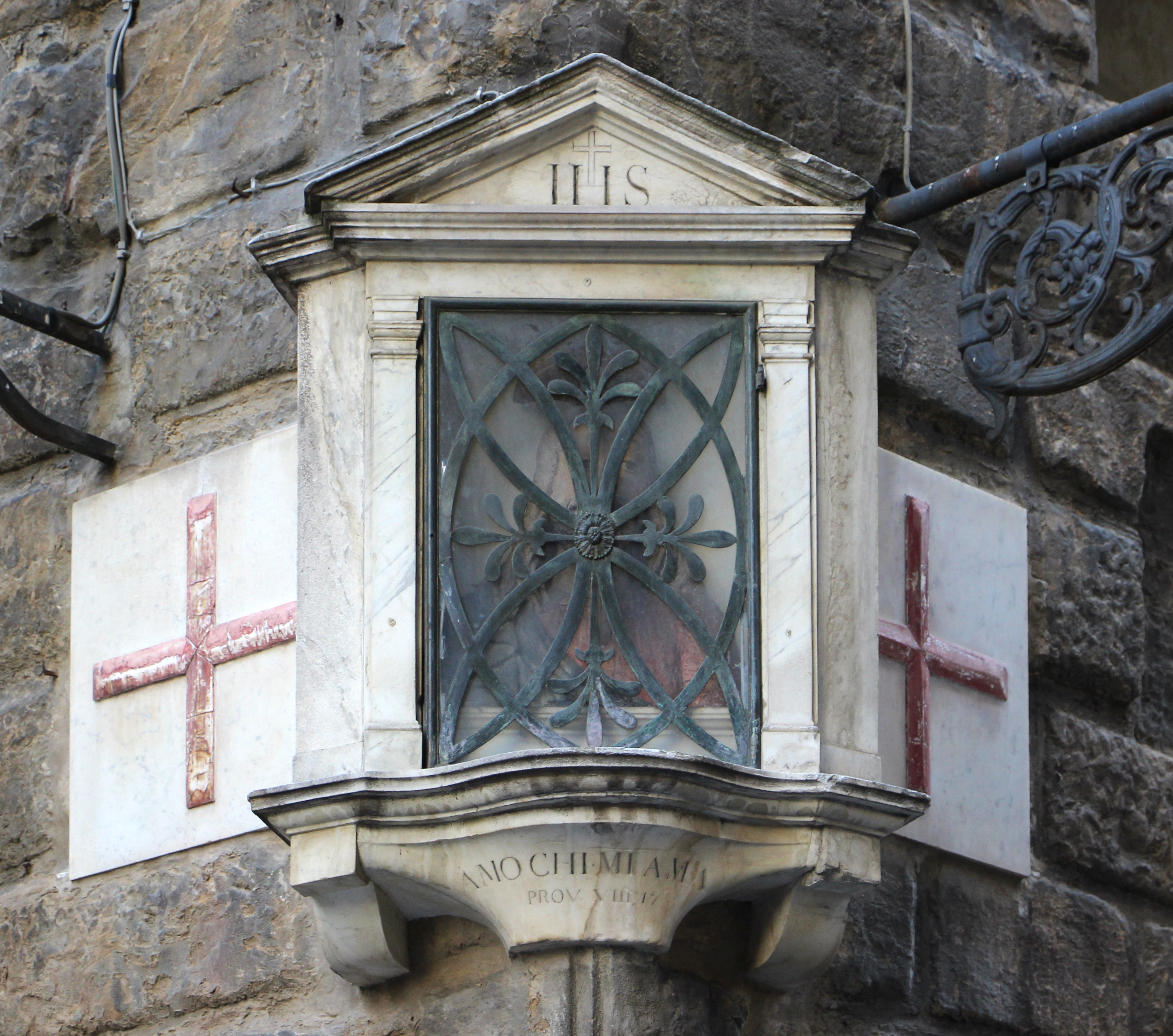
Canto di Croce Rossa
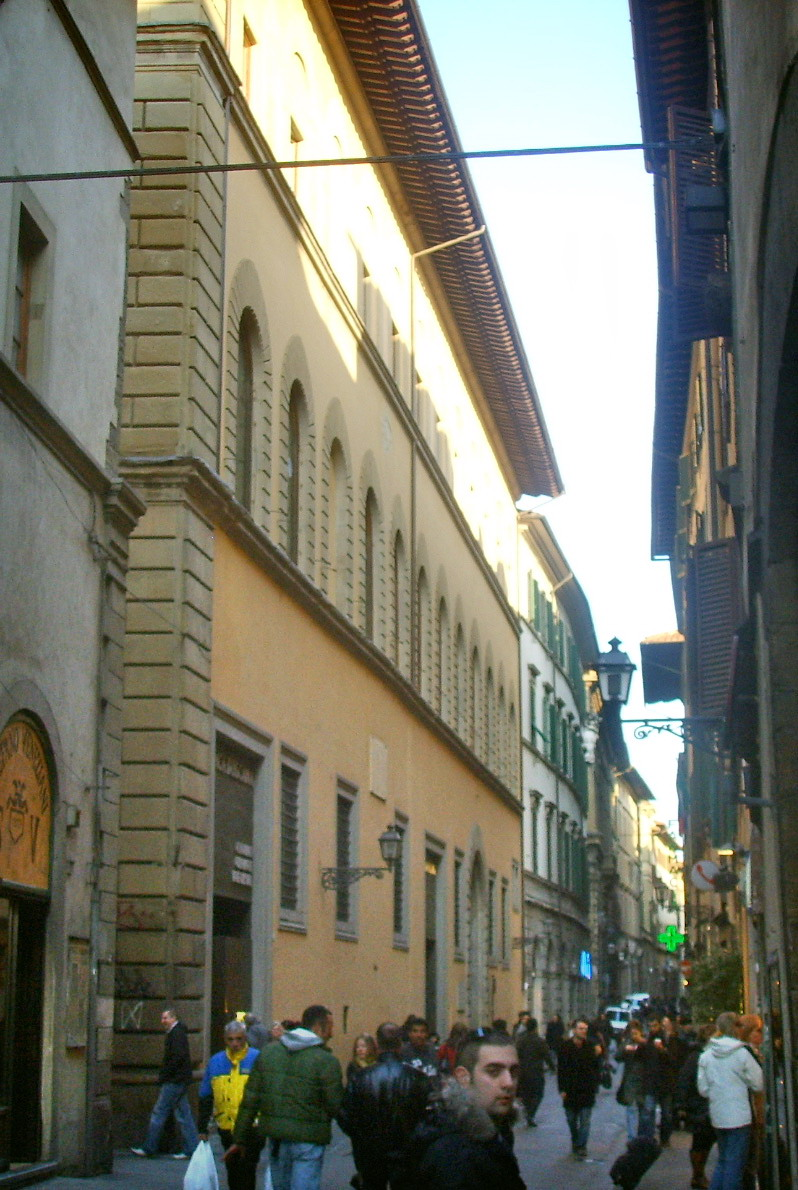
Palazzo Portinari Salviati
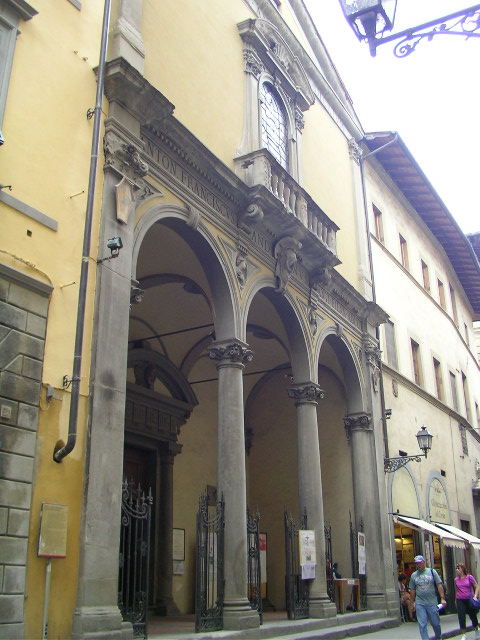
Santa Maria de' Ricci
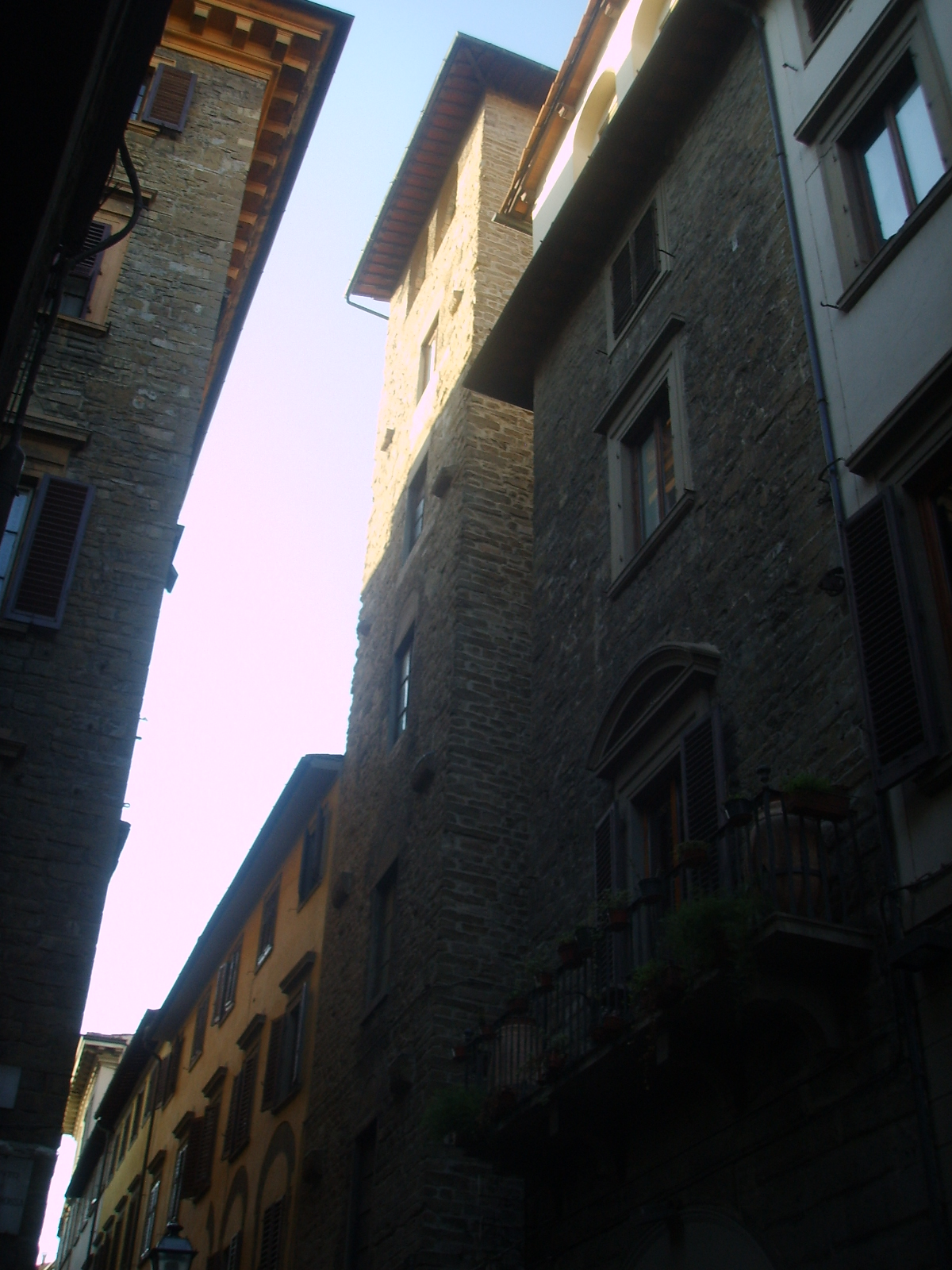
Torre dei Ricci
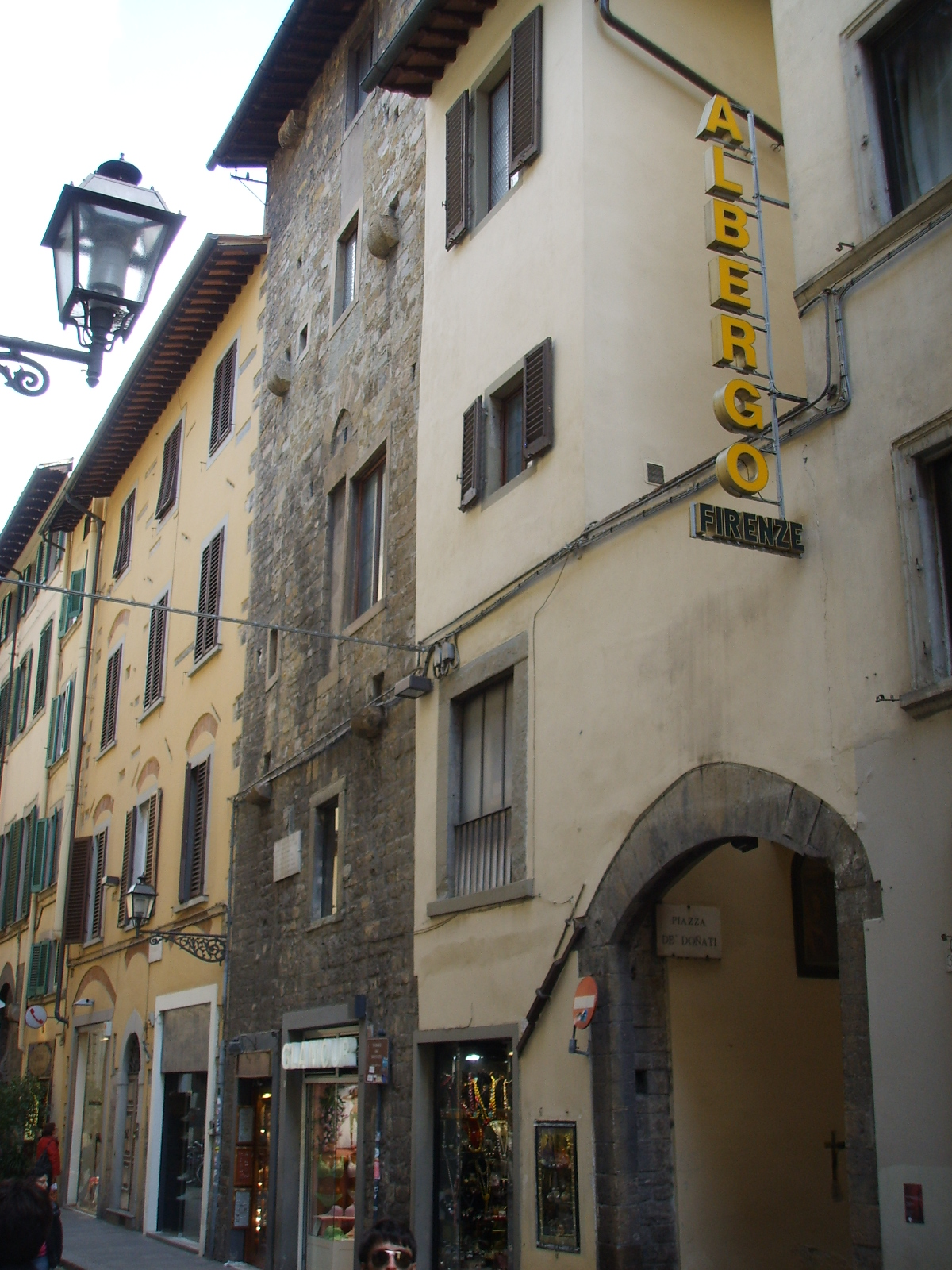
Torre dei Donati